# Zakłady Mechaniczne Tarnów
Zakłady Mechaniczne Tarnów (en français : Travaux mécaniques Tarnów) est une entreprise polonaise de fabrication de défense. Basée dans la ville de Tarnów, la société produit des armes de poing, des fusils d'assaut, des fusils de sniper et des canons antiaériens. Elle fait partie de la société Bumar-Labedy, elle-même une division du groupe d’armement polonais contrôlé par l’État, Polska Grupa Zbrojeniowa.

## Historique
Initialement fondée pendant la Première Guerre mondiale en 1917 en tant qu’atelier local de réparation de trains, la société faisait partie dans l’entre-deux-guerres des chemins de fer de l’État polonais. Après que l’équipement de l’entreprise a été confisqué, démantelé et envoyé en Allemagne pendant la Seconde Guerre mondiale, l’usine a été reconstruite en tant qu’atelier de réparation de trains, mais en 1951, elle a été transformée en un entrepreneur de défense produisant des fusils, des armes à feu et des machines-outils.
Initialement, la société a construit sous licence des canons automatiques de lutte antiaérienne M1939 de 37 mm et des canons d’avion Nudelman N-37 utilisés dans les chasseurs PZL-Mielec Lim-6 et Mikoyan-Gourevitch MiG-17. Plus tard, d’autres types d’équipements militaires de conception soviétique ont également été introduits : canons AZP S-60 et ZU-23-2 AA de 57 mm, canons navals 2M-3M, armement pour l’obusier 2S1 Gvozdika, mitrailleuses lourdes DShK, NSV et KPV, ainsi que des conceptions nationales. Ce dernier groupe comprenait le canon naval universel ZU-23-2M Wróbel et son successeur, l’ensemble de fusées d’artillerie ZU-23-2MR Wróbel II.
Après 1989, la société est passée entièrement aux armes conçues localement. Il s’agit notamment du lance-grenades Pallad, du lance-grenades RGP-40, de la mitrailleuse UKM 2000, du fusil de sniper WKW Wilk, du fusil Bor et du système de missile et antimissile ZSMU-36. Parmi les projets actuellement développés dans l’usine mécanique de Tarnów figurent la mitrailleuse multi-canons WLKM-12 Szafir de 12,7 mm, le système de missile ZSMU-70 et le lance-grenades GA-40 alimenté par bande.
En 2012, la société a fusionné avec le centre de R & D « Ośrodek Badawczo-Rozwojowy Sprzętu Mechanicznego sp. z o.o. ».
En 2015, ZMT SA est devenue membre du groupe polonais Polska Grupa Zbrojeniowa , qui concentre plus de 60 entreprises du secteur de l’armement.

### Articles liés
- LMP-2017, mortier.